# مانوئل یکم، پادشاه پرتغال

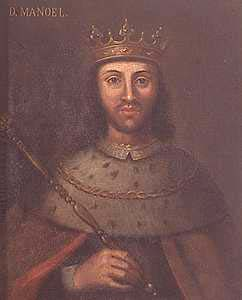
مانوئل یکم

مانوئل یکم (۱۴۶۹ - ۱۵۲۱) معروف به «خوشبخت» پادشاه پرتغال بود که از سال ۱۴۹۵ تا ۱۵۲۱ میلادی سلطنت کرد.
زمان سلطنت او را «دوره طلایی پرتغال» می‌خوانند. این دوره سرشار از اکتشافات و جهانگردی‌های مختلف بود.